# Oleo & a Future Retrospective
Oleo & a Future Retrospective ist ein Jazzalbum von Joe McPhee, das am 2. August 1982 entstand. Es enthält Studioaufnahmen, die im Künstlerhaus Boswil (Schweiz) aufgenommen wurden. Die erste Ausgabe des Albums erschien auf als LP bei HatHut Records. In CD-Form wurde es 2004 in erweiterter Form unter dem Titel Po-Music – Oleo mit bislang unveröffentlichten Live-Mitschnitten vom selben Abend herausgebracht.

## Das Album
In den Liner Notes des Albums beschrieb Bandleader Joe McPhee das Konzept des Albums:
“Ideas (themes) from the jazz tradition, ballads and original compositions presents as ‘a provocation rather than an accurate description of what they are’, serve as the structure (vessels) which shape the improvisations.”
Den Begriff „Po Music“ leitete McPhee Anfang der 1980er Jahre von Edward de Bonos Konzept des Lateralen Denkens ab, der po von Begriffen wie positive, possible, poetry und hypothesis ableitete und seine Spielhaltung als eine „positive, mögliche poetische Hypothese“ verstand.
In einem Interview verdeutlichte McPhee später seine „Methode, meine eigenen Klischees hinter mir zu lassen […]“.

„Ich setze es als einen Hinweis ein, dass eine Provokation stattfindet. Gewöhnlich nutze ich Po Music um zu zeigen, dass das, was du hörst, nicht notwendigerweise das ist, was es ist. Zum Beispiel könnte ich etwas Musik aus der Bebop-Tradition spielen. So nahm ich ein Stück namens ‚Oleo‘ auf. Wir spielten ein Sonny-Rollins-Stück, aber ich bin kein Bebop-Musiker […] Wenn ich diese Rollins-Komposition spiele, dann tun wir das in unsrem eigenen Stil, versuchen es weiterzubewegen und es so zu mit Leben zu füllen, wie wir es für richtig halten.“

Als direkte Quellen für seine Version von Sonny Rollins’ Jazzstandard Oleo nennt McPhee die experimentelle Darbietung des Rollins-Quartetts mit Don Cherry, die McPhee im New Yorker Birdland 1964 erlebte, sowie die mit Miles Davis 1954 für dessen Prestige-Album Bags’ Groove eingespielte Fassung. Mit der Spielhaltung, sich durch Improvisation „von fixierten Ideen ausgehend den Versuch zu wagen, neue zu entdecken“ entstehe „ein neues Werk von unterscheidbarer Identität.“ Daher startet McPhee das vertraute Sonny-Rollins-Thema ganz konventionell, um wenige Momente später Gitarrist Raymond Boni befremdliche elektronische Loopeffekte über die Melodie legen zu lassen.

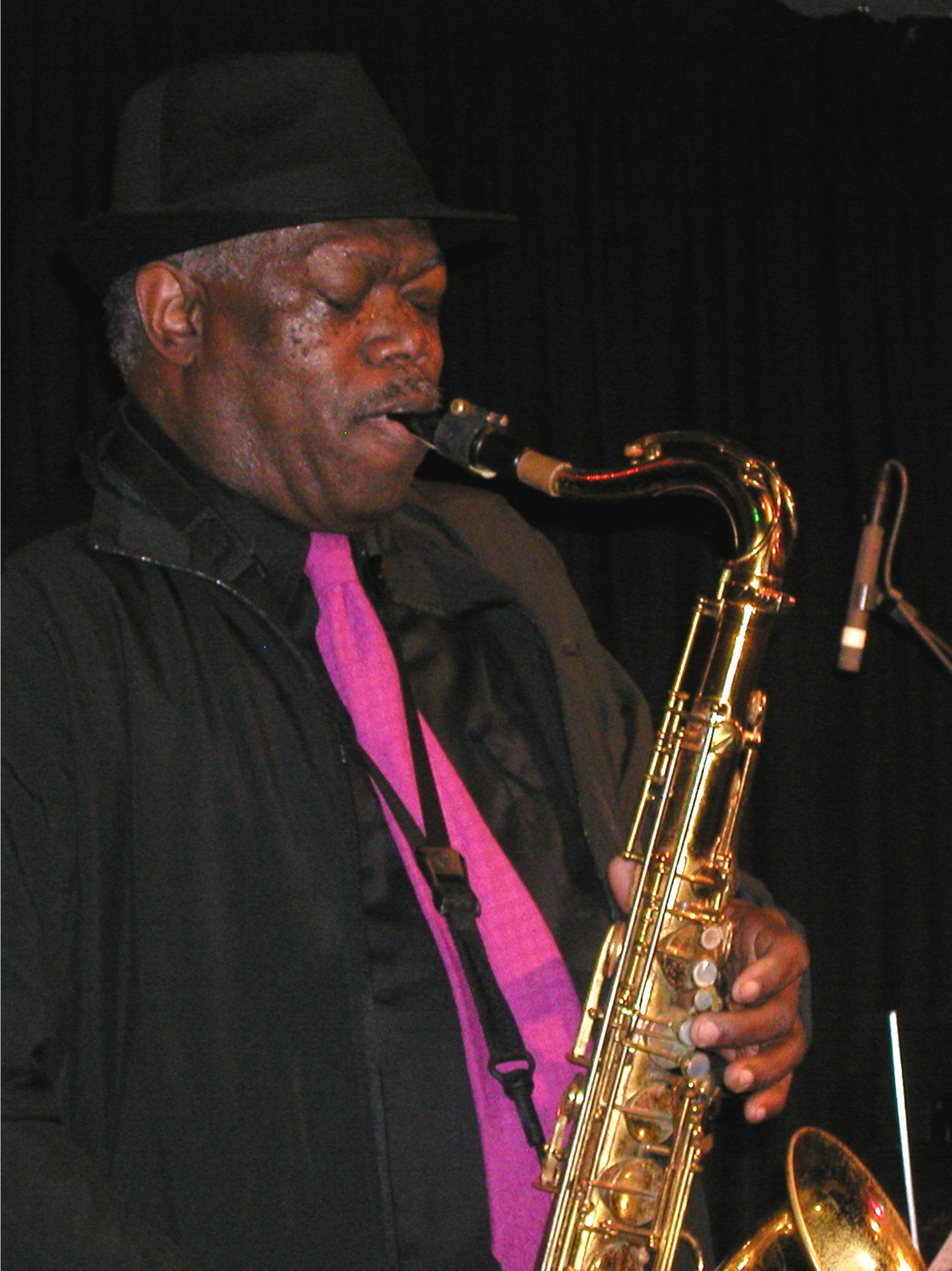
Joe McPhee beim Konzert mit Tribute to Albert Ayler am Tag nach der Wahl Barack Obamas im club W71

Pablo ist eine Suite, die von McPhee sowohl den drei Grundfarben als auch den drei Pablos Picasso, Casals und Neruda gewidmet ist; sie stellt den Kontrabassisten François Méchali heraus, der in spanisch-beeinflusstem Stil spielt und mit einer lieblichen Arco-Spielweise die Lead-Stimme für das Ensemble bildet. Ursprünglich hatte McPhee das Stück als Duo-Version (1975) für sich und den Synthesizer-Spieler John Snyder geschrieben. Es resultiert – wie auch Astral Spirits – auf seiner Beschäftigung mit europäischer Kammermusik. In Pablo spielt McPhee Tenorsaxophon mit einem an Albert Ayler erinnernden, emotionalen Vibrato.
Future Retrospective widmete McPhee dem Autor und Künstler Klaus Baumgartner, der die frühen Cover des HatHut-Labels gestaltete. Inspirationsquelle für die fanfarenartigen Riffs, die von einem Bass-Puls beantwortet werden, war die literarische Figur des Königs Tom B aus einer Kindergeschichte Baumgartners.
Astral Spirits ist den Brüdern Don und Albert Ayler gewidmet; der „Trauergesang“ spannt den Bogen von „trauernder Spiritualität zu ekstatischer Überblastechnik“. Der zweite Take von Oleo mündet nach wenigen Takten, in denen McPhee/Jaume das Thema unisono vorstellen, in einer Kollektivimprovisation. Mit der folgenden, vergleichsweise konventionell straight-ahead dargebotenen Version von Benny Golsons Standard I Remember Clifford ehrt McPhee seinen Freund Clifford Thornton. Ann Kahlé nannte McPhee das Klangportrait einer schönen Frau, konstruiert, um die Assoziation an „eine sich im Morgenlicht öffnenden Blume“ zu wecken: Solo, Duo, Trio, schließlich in eine Kollektivimprovisation des Quartetts mündend, bevor McPhee zum Thema zurückfindet.
Das Album schließt mit einer Eric Dolphy gewidmeten vierteiligen Improvisations-Suite des Trios McPhee, Jaume und Boni; für deren Titel nutzte McPhee die Worte, die Dolphy am 2. Juni 1964 in Hilversum sagte und die an dem Ende des Stücks Miss Ann montiert wurden (enthalten auf dessen Fontana-Album Last Date):
When you hear music,

After it’s over,

it’s gone in the air,

You can never capture it again!

## Bewertung des Albums
Richard Cook und Brian Morton zeichneten das Album mit der Höchstbewertung aus und bezeichneten es als „sehr wichtiges Werk“. Oleo zeige McPhees profunde Kenntnis der Saxophon-Literatur und tiefes Verständnis der Tonalität des klassischen Jazz und Bop. Raymond Boni sei ein „hervorragender Partner für McPhee“ und Jaume ergänze „die eher trockene Stimme des Bandleaders auf perfekte Weise“.
Brian Olewnick schrieb in Allmusic, dass Joe McPhee bereits im Eröffnungsstück, Sonny Rollins’ Oleo, für eine Überraschung sorge, als nach Vorstellung des Themas Raymond Bonis Wah-Wah-Gitarre sich plötzlich über das weitere Stück ausdehne. Pablo sei ein Werk „von zurückhaltender Schönheit“. Olwenick hebt insbesondere die Rolle des Bläsers André Jaume in dem großartigen Astral Spirits hervor; es sei „ein tief anrührender Lobgesang auf die Ayler-Brüder“.
„Nichts Abstraktes oder Theoretisches in diesen Stücken“, hebt Jeff Stockton in seiner Besprechung hervor; er betont insbesondere den Rhythmus-Part des Bassisten François Méchali in dem schlagzeuglosen Quartett, der „durchgehend bewundernswert“ spiele, besonders in Future Retrospective, wo sein „wunderbarer Grundton“ einen Groove erzeuge, der eine Reminiszenz an Miles Davis’ Album Agharta (1974) sei; der Holzbläser André Jaume biete hingegen „tongue slaps und Knalle auf der Bassklarinette und Boni schicke wiederholt Echo-Effekte aus, als ob er Klänge gegen die Wände einer Höhle prallen lasse“. Schließlich vermittelten besonders die zusätzlich veröffentlichten Live-Mitschnitte eine Vorstellung von McPhees „ätherischer, schwer fassbarer Vorstellung von Po Music.“

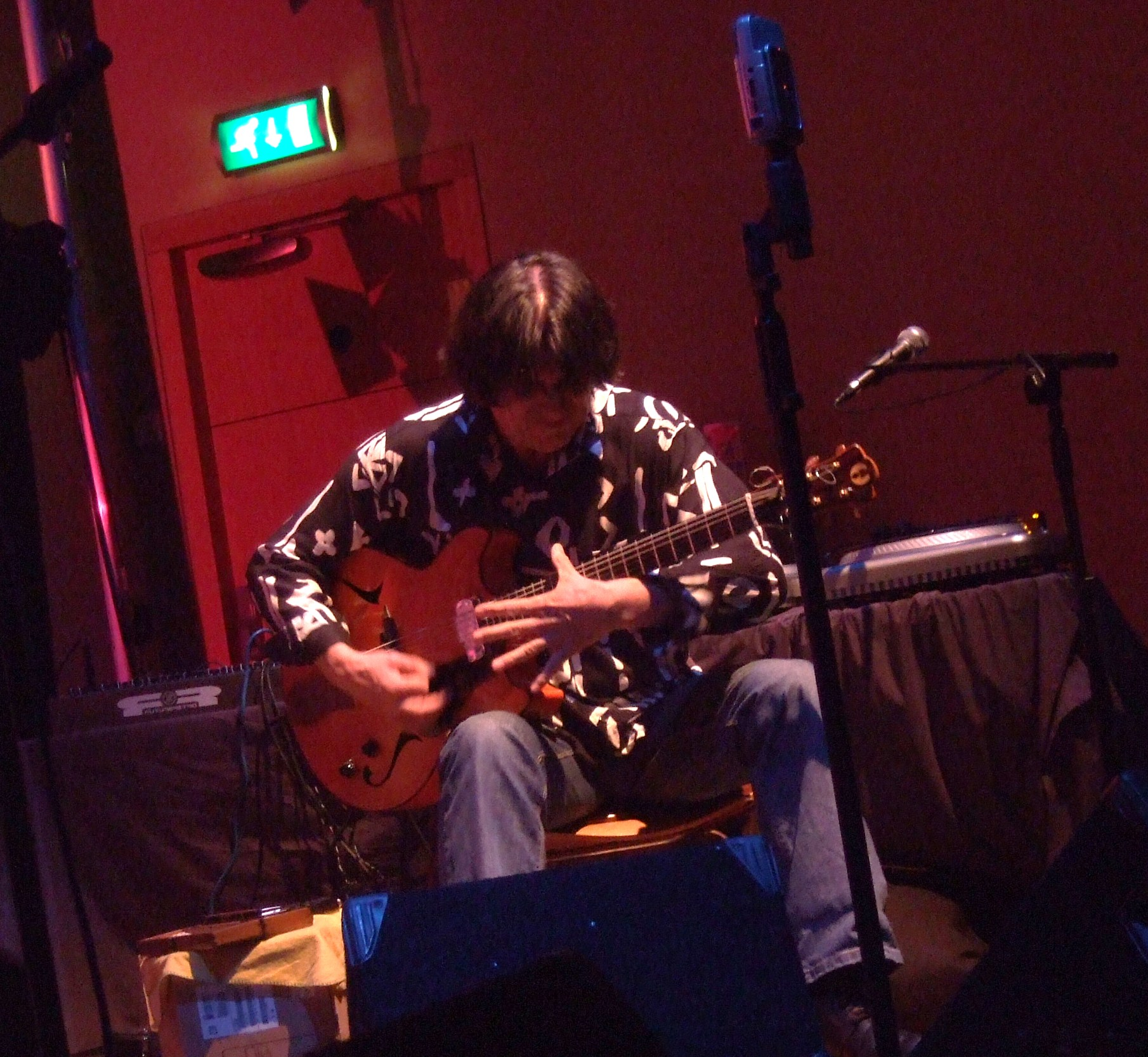
Raymond Boni

## Stücke des Albums
Joe McPhee Trio/Quartet: Po Music – Oleo (Hat ART 6097; hatOLOGY 579)
1. Oleo (Sonny Rollins) – 5:26
2. Pablo – 8:57
3. Future Retrospective – 7:03
4. Astral Spirits – 7:13
5. Oleo (take 2) (Rollins) – 4:40
6. I Remember Clifford (Benny Golson) – 3:27
7. Ann Kahlé – 5:49
8. When You Hear Music – 8:13
9. After It’s Over – 7:40
10. It’s Gone in the Air – 11:51
11. You Can Never Capture It Again – 7:43

Die Kompositionen stammen von Joe McPhee, soweit nichts anderes vermerkt ist.